# Дрехов
Дрехов (нем. Drechow) — община в Германии, в земле Мекленбург-Передняя Померания.
Входит в состав района Северная Передняя Померания. Подчиняется управлению Рекниц-Требельталь.  Население составляет 229 человек (на 31 декабря 2010 года). Занимает площадь 15,51 км².